# Vitex lokundjensis
Espèce
Vitex lokundjensis W.Piep. est une espèce de plantes à fleurs de la famille des Lamiacées. C'est un arbuste ou un petit arbre endémique du Cameroun.

## Étymologie
L'épithète spécifique lokundjensis fait référence à la rivière Lokoundje qui arrose Bipindi.

## Description
C'est un arbuste ou petit arbre pouvant atteindre 10 m de hauteur.

## Localisation
L'espèce n'a longtemps été connue qu'à travers la collecte de Georg August Zenker près de Bipindi en 1909, mais d'autres spécimens ont été trouvés en 2003 par Xander van der Burgt dans le parc national de Korup.